# Wöllmersbach
Der Wöllmersbach ist ein gut zwei Kilometer langer Wasserlauf im südpfälzischen Wasgau in Rheinland-Pfalz und ein rechter Zufluss der Lauter, die dort an ihrem Oberlauf noch Wieslauter genannt wird.

## Name
Neben Wöllmersbach ist ebenso die Bezeichnungen Wöllmersbächel gebräuchlich.

## Geographie

### Verlauf
Der Wöllmersbach entspringt auf einer Höhe von 223 m ü. NHN  auf einer kleinen Waldwiese im mittleren Wasgau im Dahner Felsenland westlich von Bruchweiler-Bärenbach direkt östlich neben dem Schmalstein-Fels und südlich der Pfälzerwaldhütte am Schmalenstein. Er fließt zunächst in östlicher Richtung in einem Grünstreifen durch ein Waldgelände und staut sich nach gut zweihundertfünfzig Meter zu einem kleinen Weiher. Etwa dreihundert Meter bachabwärts bildet er einen weiteren kleinen Weiher. Kurz darauf wird er auf seiner linken Seite von dem aus dem Nordosten kommenden Bach vom Reinigshof gespeist. Der Wöllmersbach  fließt nun durch Grünland am Südrande eines Waldes entlang und wird dabei von der Kreisstraße 42 begleitet. Er erreicht den Nordwestrand von Bruchweiler-Bärenbach, verschwindet kurzfristig in den Untergrund, taucht dann noch einmal auf und mündet schließlich nördlich der Lauterstraße auf einer Höhe von 195 m ü. NHN von rechts in die Wieslauter.

### Zuflüsse
- Bach vom Reinigshof (links), 1,4 km

## Nutzung
Früher wurde der Wöllmersbach zur Fischerei genutzt.